# Кошик квітів (яйце Фаберже)
Великоднє яйце «Кошик квітів» (чи «Кошик диких квітів») — ювелірний виріб, виготовлений фірмою Карла Фаберже на замовлення російського імператора Миколи II у 1901 році як великодній подарунок для дружини імператора Олександри Федорівни. Є одним із серії імператорських великодніх яєць, виготовлених Фаберже протягом 1885—1917 років.

## Дизайн
Яйце «Кошик квітів» виконане у вигляді вази або кошика з дикими квітами. Основа яйця виготовлена зі срібла, покрита перламутровою емаллю і орнаментована трельяжною сіткою з золота і діамантів огранювання «троянда». Такими ж діамантами викладена дата «1901». Підставка яйця тепер покрита синьою емаллю, проте від початку мала білий колір. Букет з польових квітів розміщений на моху, виготовленому з ниток зеленого золота. Квіти виготовлені з золота і покриті різнокольоровими емалями — рожевою, білою, темно-синьою, помаранчевою, ліловою. Кошик обрамлений ручкою, яка інкрустована діамантами.

## Історія

### Власники
Яйце «Кошик квітів» виготовлене фірмою Фаберже у 1901 році на замовлення імператора Миколи II і коштувало 6,850 рублів. Воно було подароване імператором дружині Олександрі Федорівні на Великдень 1 квітня 1901 року. Олександра Федорівна зберігала яйце в Зимовому палаці у своєму кабінеті.
Під час революції у 1917 році воно було конфісковане з палацу Аничкова Тимчасовим урядом і перевезене до Збройової палати, де було оцінене в 15,000 рублів. У 1933 році було продане радянською владою через фірму «Антикваріат» за 2,000 рублів невідомому покупцю, імовірно Арманду Хаммеру (Лондон). У тому ж році яйце стало власністю британської королеви Марії, але рахунок за його придбання не зберігся. У 1953 році в складі Королівської колекції яйце «Кошик квітів» перейшло у спадок Єлизаветі II.
«Кошик квітів» залишається частиною Королівської колекції, до складу якої входять ще три яйця Фаберже: «Дванадцять панелей» (1899), «Колонада» (1910) і «Мозаїчне» (1914).

### Реставрація
Згідно з дослідженнями, підставка яйця спочатку була білою, а під час пізнішої реставрації її покрили синьою емаллю. На старій фотографії, зробленій у 1902 на виставці в особняку барона фон Дервіша в Санкт-Петербурзі, яйце «Кошик квітів» зображене із підставкою білого кольору. Також, відповідно до опису яйця, зробленого у 1909 році під час інвентаризації пасхальних яєць, що зберігались в Зимовому палаці, яйце-ваза було «повністю покрите білою емаллю». Імовірно, яйце було ушкоджене в період після революції. В описі яйця, зробленому працівниками Збройової палати у 1933 році, зазначено, що емаль на листі і в двох місцях на кошику була пошкоджена. Припускають, що підставку реставрували і покрили синьою емаллю в період між придбанням яйця королевою Марією у 1933 році і 1949 роком, коли була опублікована фотографія яйця в сучасному вигляді.